# Psychic TV
Psychic TV (иногда называют «Psychick TV», или «PTV») — британская рок-группа, созданная Дженезисом Пи-Орриджем в 1982 году, после «прекращения миссии» группы Throbbing Gristle. Состав коллектива неоднократно менялся, за исключением Пи-Орриджа — ведущего вокалиста и автора текстов; в числе исполнителей, внесших вклад в деятельность группы в разные годы: Питер Кристоферсон, Алекс Фергюссон, Фред Джанелли, Ларри Трэшер и другие.
В 1986 году группа начала издавать серию из 23-х концертных альбомов, но без объяснений прекратила издание, выпустив только 17. Десятый из них, обычно упоминаемый под названием «Album 10», можно было приобрести, только предоставив «опознавательные знаки», содержащиеся на предыдущих 9-ти альбомах. Группа впоследствии была занесена в «книгу Гиннесса» за наибольшее количество альбомов, выпущенных за один год.
Одновременно с возникновением группы был организован и «Храм психической юности» («Thee Temple ov Psychick Youth», или T.O.P.Y.). Предполагалось, что он станет «философским крылом» группы, а также будет выполнять функции фан-клуба группы, организованного наподобие культа. Пи-Орридж покинул его в 1991 г.
В 1988 г. «Psychic TV» выпустили ранние альбомы эйсид-хаус-музыки в форме «фальшивых сборников», таких как «Jack The Tab» и «Tekno Acid Beat». После распада в 1999 г. группа возродилась в 2003 г. в новом составе и под именем «PTV3».

## Состав
- Дженезис Пи-Орридж — ведущий вокал и тексты (с 1982);
- Эдвард «Эдли» О’Дауд (Edward "Edley" ODowd) — ударные (с 2003);
- Джефф Бернер (Jeff Berner) — гитара (с 2010);
- Элис Дженис (Alice Genese) — бас-гитара (с 2003);
- Джон Вайнгартен (John Weingarten) — клавишные (с 2014).

## Дискография

### Студийные альбомы
- Force The Hand Of Chance (1982)
  - Themes (1982)
- Dreams Less Sweet (1983)
- A Pagan Day (1984)
- Those Who Do Not (1984)
- Mouth Of The Night (1985)
- Themes 2 (1985)
- Themes 3 (1986)
- Allegory and Self (1988)
- Jack the Tab — Acid Tablets Volume One (1988)
- Tekno Acid Beat (1988)
- Kondole (CD) (1989)
- At Stockholm (1990)
- Jack the Tab/Tekno Acid Beat (1990)
- Towards Thee Infinite Beat (1990)
- Beyond Thee Infinite Beat (1990)
- Direction Ov Travel (1991)
- Ultrahouse The L.A. Connection (1991)
- Cold Dark Matter (1992)
- Peak Hour (1993)
- A Hollow Cost (1994)
- AL — OR — AL (1994)
- Cathedral Engine (1994)
- Sugarmorphoses (1994)
- Ultradrug (1994)
- Sirens (Ultradrug — Thee Sequel) (1995)
- Breathe (1996)
- Cold Blue Torch (1996)
- Trip/Reset (1996)
- Hell is Invisible... Heaven is Her/e (CD) (2007)
- Mr Alien Brain vs The Skinwalkers (2008)
- Alien Brain vs. Maggot Brain (EP) (2010)
- Batschkapp (2012)
- Snakes (2014)
- Alienist (2016)